# XM250
XM250 es la designación militar del Ejército de los Estados Unidos  para la SIG-LMG, una ametralladora ligera de 6,8 × 51 mm, accionada por gas, alimentada por correa, diseñada por SIG Sauer para el Programa de Armas de Escuadrón de Próxima Generación del Ejército de EE. UU. en 2022 para reemplazar a la ametralladora ligera M249. El XM250 cuenta con un protector de mano M-LOK reforzado de flotación libre para la fijación directa de accesorios en los puntos de montaje del "espacio negativo" (ranura hueca).

## Historia

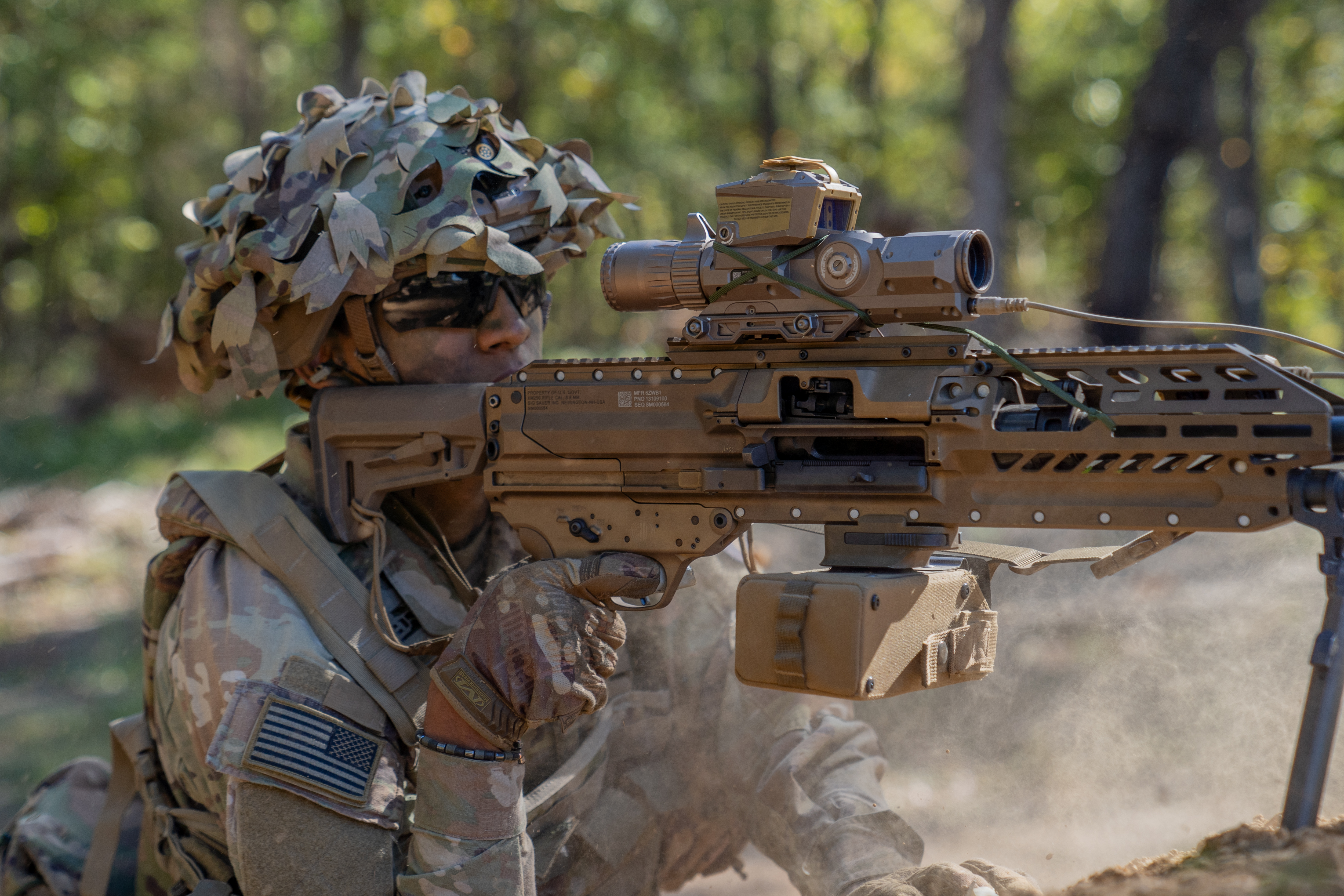
XM250 con el sistema de control de fuego XM157.

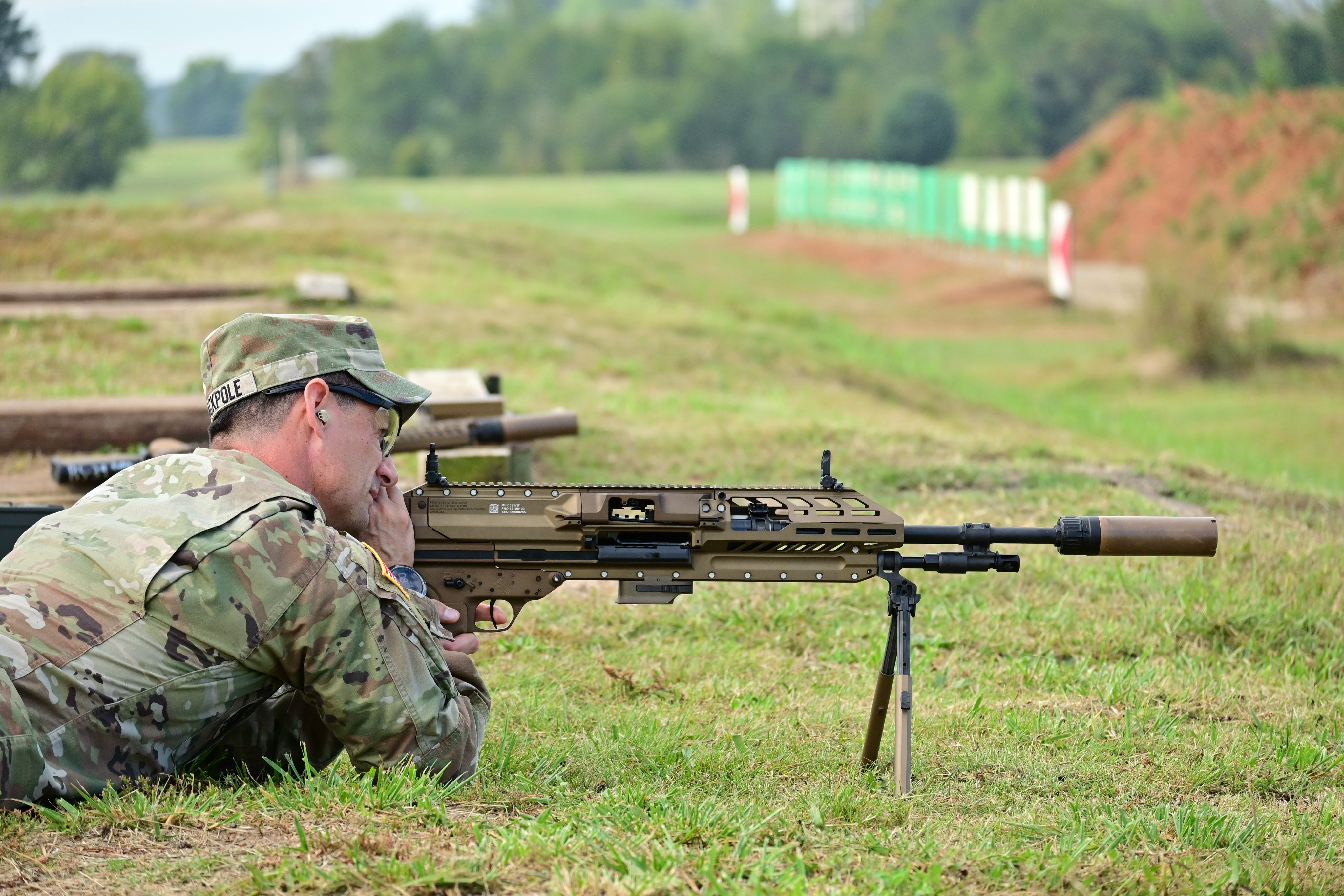
Un suboficial de Fort Campbell dispara un XM250.

En enero de 2019, el Ejército de los Estados Unidos comenzó el Programa de armas de escuadrón de próxima generación para encontrar reemplazos para la carabina M4 y la ametralladora ligera M249. En septiembre de 2019, SIG Sauer presentó sus diseños. El XM250 y el XM7 se diseñaron para disparar el cartucho SIG Fury de 6,8 × 51 mm en respuesta a la preocupación de que las mejoras en el blindaje corporal disminuirían la eficacia de los proyectiles comunes en el campo de batalla, como el de 5,56 × 45 mm OTAN (utilizado en el M4 y el M249) y 7,62 × 51 mm OTAN.
El 19 de abril de 2022, el Ejército de los Estados Unidos otorgó un contrato de 10 años a Sig Sauer para producir el rifle automático XM250, junto con el rifle XM5, para reemplazar el M249 y el M4, respectivamente; los nombres fueron elegidos como los siguientes números secuencialmente a las armas que reemplazarán. Se planea entregar el primer lote de 25 XM5 y 15 XM250 a fines de 2023. En total, el Ejército planea adquirir un total de 107,000 rifles y 13,000 rifles automáticos para las fuerzas de combate cuerpo a cuerpo. El contrato tiene la capacidad de construir armas adicionales en caso de que el Cuerpo de Marines de los Estados Unidos y el Fuerzas de Operaciones Especiales de Estados Unidos eligen ser incluidos.
El XM250 pesa 13 lb (5,9 kg), o 14,5 lb (6,6 kg) con un supresor, y tiene una carga de combate básica de 400 rondas en cuatro bolsas de 100 rondas que pesan 27,1 lb (12,3 kg). En comparación con el M249 que pesa 8,7 kg (19,2 lb) sin protección con una carga de combate básica de 600 cartuchos en tres bolsas de 200 cartuchos que pesan 9,4 kg (20,8 lb), el XM250 pesa alrededor de 1,8 kg (4 lb) menos y un artillero lleva aproximadamente una carga de 1 lb (0,45 kg) más pesada con 200 rondas menos. El cañón del XM250 no se considera un cañón de cambio rápido y la culata es plegable pero no plegable.
Se espera que el XM250, XM5, la unidad agnóstica de plataforma óptica de control de incendios Vortex Optics XM157 y la munición de 6,8 × 51 mm se entreguen a la primera unidad del Ejército de EE. UU. para pruebas operativas en octubre de 2023. Las pruebas operativas no garantizan el futuro de su uso.